# 요 목종
요 목종 야율경(遼 穆宗 耶律璟, 931년 9월 19일(음력 8월 5일) ~ 969년 3월 12일(음력 2월 22일))은 요나라의 제4대 황제(재위 951년 ~ 969년)이다. 시호는 효안경정황제(孝安敬正皇帝)이다. 제2대 황제 요 태종 야율덕광의 장남이다. 즉위 후에 받은 존호는 천순황제(天順皇帝)이다.

## 생애
요 태종의 장남으로 951년 요 세종을 암살하고 즉위하였다.
959년 후주의 시영은 오대의 국가들의 비원이었으며, 북방의 요나라를 견제하기 위해 연운십육주 탈환에 나섰다. 일련의 전투에서 요나라군을 격파하고 유주을 되찾은 시영은 계속 진군하려 했으나, 갑자기 병환으로 쓰러져 원정은 중지할 수밖에 없었다. 959년 원정에서 돌아오던 도중 젊은 나이에 세상을 떠났다.
목종은 세종과 같이 알코올 의존자로 이유없이 사람을 죽이곤 하는 폭군이었다. 또 사냥을 좋아하였는데 요 세종과 요 목종의 치세는 후대인 요 경종과 요 흥종 ~ 천조제 시기와 같이 요나라의 암흑기 중 하나였다.
969년 2월 목종은 흑산으로 사냥을 나가 시종들과 축제를 벌였다. 한밤중에 목종은 음식을 요구하였지만 아무도 응답하지 않고 화가 난 황제는 주방장을 죽이려하다가 주방장에게 피살당했고 사후 요 경종이 즉위하였다. 그는 향년 39세의 나이로 죽었다.

## 가계

### 조부모와 부모
- 조부 : 태조(太祖) 대성제(大聖帝) 야율아보기(耶律阿保機)
- 조모 : 순흠황후(淳欽皇后) 술율평(述律平)
  - 부 : 태종(太宗) 효무제(孝武帝) 야율덕광(耶律德光)
  - 모 : 정안황후(靖安皇后) 소온(蕭溫)

### 후비
- 황후(皇后) 소씨(蕭氏)

## 기년
| 목종        | 원년            | 2년        | 3년        | 4년        | 5년        | 6년        | 7년        | 8년        | 9년        | 10년       |
| ----------- | --------------- | ---------- | ---------- | ---------- | ---------- | ---------- | ---------- | ---------- | ---------- | ---------- |
| 서력 (西曆) | 951년           | 952년      | 953년      | 954년      | 955년      | 956년      | 957년      | 958년      | 959년      | 960년      |
| 간지 (干支) | 신해(辛亥)      | 임자(壬子) | 계축(癸丑) | 갑인(甲寅) | 을묘(乙卯) | 병진(丙辰) | 정사(丁巳) | 무오(戊午) | 기미(己未) | 경신(庚申) |
| 연호 (年號) | 응력(應曆) 원년 | 2년        | 3년        | 4년        | 5년        | 6년        | 7년        | 8년        | 9년        | 10년       |
| 목종        | 11년            | 12년       | 13년       | 14년       | 15년       | 16년       | 17년       | 18년       | 19년       |            |
| 서력 (西曆) | 961년           | 962년      | 963년      | 964년      | 965년      | 966년      | 967년      | 968년      | 969년      |            |
| 간지 (干支) | 신유(辛酉)      | 임술(壬戌) | 계해(癸亥) | 갑자(甲子) | 을축(乙丑) | 병인(丙寅) | 정묘(丁卯) | 무진(戊辰) | 기사(己巳) |            |
| 연호 (年號) | 11년            | 12년       | 13년       | 14년       | 15년       | 16년       | 17년       | 18년       | 19년       |            |

| 전 대 요 세종 | 제4대 요 황제 951년 - 969년 | 후 대 요 경종 |